# John Slocum
John Slocum (Squ-sacht-un) († 1892) war ein Angehöriger des Squaxin Island Tribe (Sahewamish), einer Indianergruppe im US-Bundesstaat Washington, die am südlichen Puget Sound lebt und die zu den Küsten-Salish gehört. Er gründete 1881 die Indian Shaker Church, die den christlichen Glauben mit traditionellen indianischen Kulten mischt (Synkretismus).

## Leben
Slocum arbeitete als Holzfäller im Mason County, in Washington. 
Der Überlieferungsgeschichte nach erkrankte Slocum 1881 und erlebte in einem tranceartigen Zustand, wie er starb und in den Himmel gelangte. Dort wurde ihm verkündet, wie er das Heil der amerikanischen Indianer retten könne. Damit steht er in einer Reihe mit anderen Propheten dieser Epoche, wie Wovoka, Tavibo und Smohalla.
Doch erst fünf Jahre später wandte er sich mit seiner Lehre, – Tschadam genannt – an die Indianer. 1887 erkrankte Slocum jedoch erneut, und er wurde von seiner Frau Mary Thompson Slocum gepflegt. Sie soll in seiner Gegenwart immer wieder in Zittern und Zucken verfallen sein, was ihr Mann als spirituelle Erscheinung deutete, die ihm das Leben rettete. Er betrachtete dies später als „Ergriffenheit“ während des Gottesdienstes, das heilkräftige Wirkung entfalten und mit der man Sünden abstreifen könne. Daher rührt der von außen herangetragene Name Indian Shaker Church.
Seine mystische Vorstellung von der direkten Aufnahme des Kontaktes mit Gott, und seine Ablehnung der Schriften machten ihn zum Gegner der christlichen Kirchen. Dabei war seine Lehre durchaus eklektisch und bediente sich beim Ritual der Elemente christlicher Riten. So geht der extensive Gebrauch von Lichtern, Handglocken, Meßkleidung, Heiligenbildchen sowie des rituellen Wiederholens des Kreuzzeichens wohl auf katholische Einflüsse zurück. Protestantische Einflüsse machen sich im öffentlichen Bekenntnisritual bemerkbar. Das rituelle Abbürsten der Sündhaftigkeit, die bewusste Ritualabfolge im Gottesdienst gegen den Uhrzeigersinn, das Stampfen und das spontane Singen inspirierter Inhalte gehen wohl eher auf Riten der Küsten-Salish zurück. Alkohol und Tabak wurden abgelehnt, Freundlichkeit, Rücksichtnahme und Hilfsbereitschaft galten als hohe Tugenden.

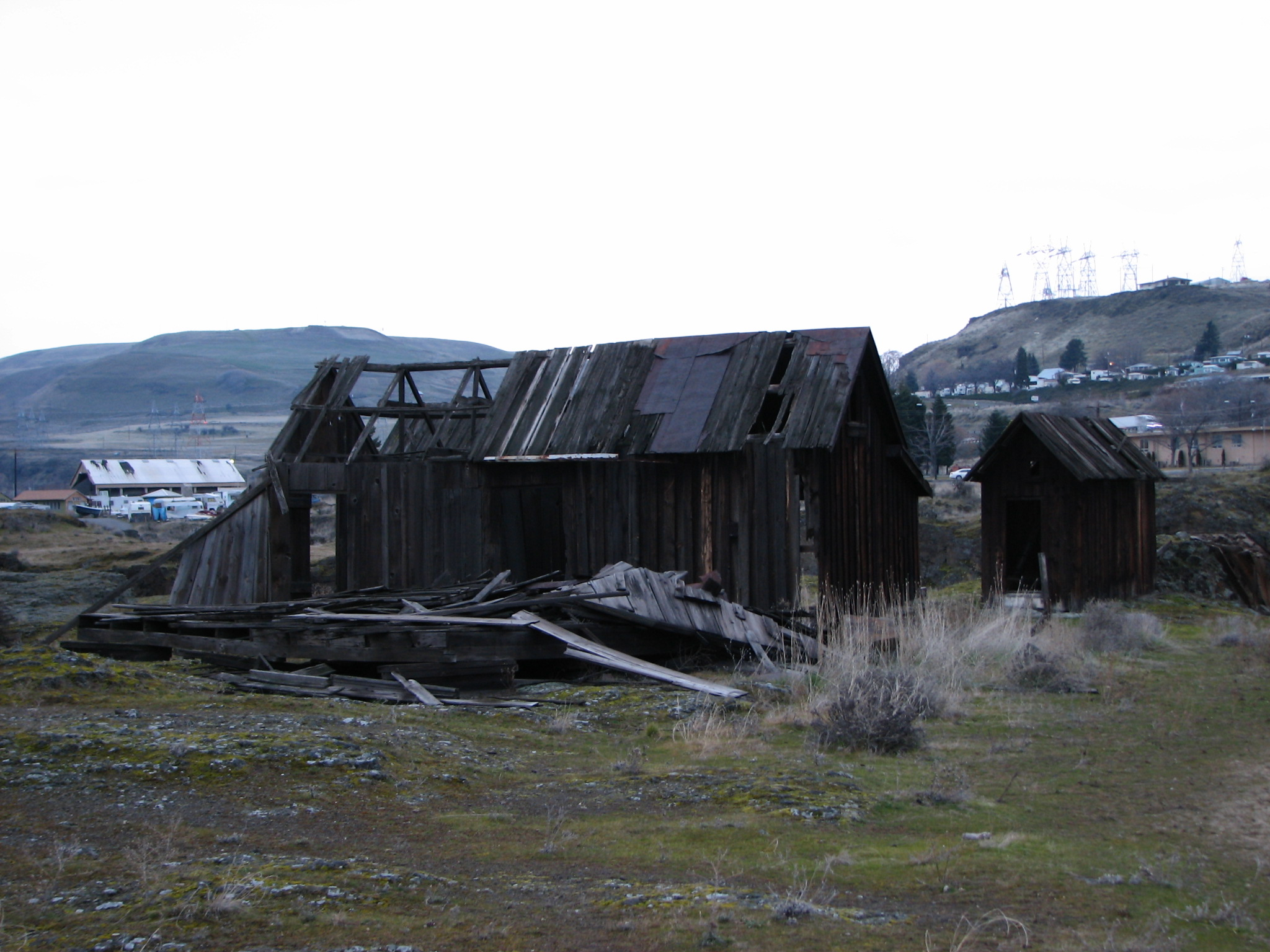
Umgang mit historischem Erbe: Eine Farm in Oregon (unweit Ecke Interstate 84 und US Route 197) und eine Indian Shaker Church in The Dalles, die auf der Liste des historischen Erbes stehen

1892 wurde die Indian Shaker Church gegründet. Das erste Kirchengebäude entstand auf Slocums Weisung 1882 am Shaker Point gegenüber der Squaxin-Insel.
Slocum wurde mehrfach in Haft genommen. Die Regierung fürchtete eine religiöse Massenbewegung und einen allgemeinen Aufstand. Sie versuchte durch Einschränkung der Dauer der Rituale, durch deren Öffentlichkeit, durch Beschränkung auf die helle Tageszeit (zumindest für Schulkinder) das Phänomen zu kanalisieren und zu regulieren. Da die Kontrolle und Machtausübung in den Reservaten viel intensiver war, entstanden Kirchen außerhalb – als erstes Mud Bay. Auf Hinweis eines Rechtsanwalts bemühte sich die dortige Kirche um formale Anerkennung. Der dortige Kirchenführer war als Mud Bay Louis bekannt und Slocum fügte sich bis zu seinem Tod im Jahr 1892 als Elder in die Gemeinde ein, ohne sich zu widersetzen.

## Die Shaker Church

### Vorläufer
Bereits für das 18. Jahrhundert – also noch vor dem direkten Kontakt mit den Euroamerikanern – wird eine religiöse Reformbewegung für die Indianer der Plateau-Kulturen angenommen, die als „Prophetentanz“ bezeichnet wird. Immer wieder prophezeiten Visionäre verschiedener Stämme von kommenden dramatischen Veränderungen. Vermutlich hatte die Kunde von der Entwicklung der Reiterkulturen in den Prärien, von neuen Seuchen und seltsamen Dingen sie inspiriert. Manche der Propheten waren an einer Seuche „gestorben“ und hatten im Jenseits von Himmel und Hölle, Engeln, Gott und einem wundersamen Volk gehört, dessen Kommen die Welt verändern würde, bevor sie wieder zum Leben erwacht waren, um ihre Botschaft zu verkünden. Sie hielten ihre Stämme an, bei den Rundtänzen neue Lieder zu singen, um diese Endzeit herbeizubeten. Auch wenn die Prophezeiungen nicht eintrafen, wurde die Bewegung durch immer neue Propheten belebt. Diese Entwicklung ebnete den katholischen Missionaren den Weg, die im 19. Jahrhundert kamen und war eine fruchtbare Grundlage für neue christlich-indigene Mischreligionen.
Ein bekanntes Beispiel ist etwa die Washat-Religion am Columbia River, bei der die ethnische Komponente noch klar überwog: Sonntags traf sich die Gemeinschaft in großen Firstdachzelten. Männer und Frauen führten ihre jeweils eigenen Stehtänze mit Gesang, Glockengeläut und gemeinsamem Essen aus. Spontane „Predigten“ der Ältesten betonten die Notwendigkeit der Gemeinschaft für die Zukunft. Wasser und Erde waren als Lebensspender zentrale Symbole dieser Religion (siehe auch: Mutter Erde).

### Slocums Erfolg
Slocums Lehre breitete sich dank der religiösen Vorgeschichte schnell über den Stamm hinaus aus, zunächst zu den Chehalis, wo in Oakville 1883 eine Kirche entstand, den Skokomish, dann zu anderen Stämmen, wie etwa zu den Klallam, Quinault, Lower Chehalis und Cowlitz. Letztere vermittelten 1890 den Kontakt zu den Yakama. Diese wiederum schickten bald Missionare nach Oregon, wo Kirchen in Warm Springs, The Dalles und Siletz (1923) entstanden, und Kalifornien. Bei den dortigen Hupa entstand eine Kirche am Smith River. Die Washingtoner Klallam von Jamestown gewannen wiederum viele Klallam auf Vancouver Island.
Ab 1907 führte Mud Bay Sam die Kirche in Mud Bay, die am 17. Dezember 1910 als erste Shaker-Kirche anerkannt wurde. Ihr Führer wurde der erste Bischof. Er wurde von fünf Elders beraten. Da er aber wenig später verstarb, bestimmte eine Versammlung von 600 Mitgliedern in Oakville Peter Heck zu seinem Nachfolger.
Doch kam es 1927 zu einem Zerwürfnis um die Frage des Gebrauchs der biblischen Schriften im Gottesdienst – gegen die Lektüre der Bibel gab es keinerlei Einwände. Heck lehnte jedoch ihren Gebrauch im Gottesdienst ab. Sein Gegner war William Kitsap aus Tulalip, der die Bischofswahl auf Lebenszeit ablehnte – was Heck beanspruchte – und 1933 bei einer Wahl gewann. Heck zweifelte die Rechtmäßigkeit der Wahl an, ebenso wie den knappen Sieg seines Gegners 1935. Die beiden Opponenten riefen 1938/39 zu getrennten Versammlungen in Neah Bay (Kitsap) und Oakville. Die Versammlungen bestimmten nun zwei Bischöfe. Geklärt wurde der Streit erst 1945 durch den Snohomish County Superior Court.
So teilte sich die Kirche in die Indian Shaker Church mit Bischof Heck an der Spitze und die Indian Full Gospel Church, deren Bischof Kitsap wurde. Das Kircheneigentum verblieb jedoch bei der Washingtoner Shaker Church. Eine weitere Aufspaltung fand 1953 in der Yakima Church statt, wo die Independent Shaker Church entstand. Sie akzeptierte den Bibelgebrauch im Gottesdienst, war aber sehr viel konservativer als die Indian Full Gospel Church.
Alex Teio, der Großvater des späteren Bischofs Harris Teo, war bereits 1910 Elder der Kirche. Sein Enkel stand von 1974 bis 1991 der Kirche vor, ihm folgte Clifford Tulee.
1996 umfasste sie 21 Kongregationen und rund 3.000 Mitglieder zwischen British Columbia und Nordkalifornien.
In British Columbia bestehen Gemeinden in: Brentwood Bay, Capilano, Chemainus Bay, Chilliwack, Duncan, Koksilah, Kuleet Bay, Musqueam, Saanich, Squamish und in Vancouver;
in Washington: Auburn, Bellingham, Billysville, Chehalis, Colville, Concrete, Eatonville, Gate, Georgeville, Grays Harbor, Hoquiam, La Conner, LaPush, Lower Elwha, Lummi Reservation, Marysville, Moclips, Muckleshoot Reservation, Mud Bay, Neah Bay, Nespelem, Nooksack Reservation, Oakville, Olympia, Pierce County, Port Angeles, Queets, Quileute, Quinault, Satus, Seattle, Sedro-Woolley, Skagit County, Skagit Reservation, Skokomish Reservation, Snohomish County, Swinomish Reservation, Tacoma, Taholah, Thurston County, Tulalip Reservation, Walla Walla, White Swan und in der Yakima Reservation;
in Oregon: Chuloquin, Pendleton, Siletz, Warm Springs;
in Kalifornien: Crescent City, Hoopa, Johnson (heute Geisterstadt), Klamath Falls, Smith River, Table Bluff im Humboldt County und Ukiah.
Alle genannten Shaker-Kirchen sind seit ihrer Gründung lokal unabhängig, so dass sich hinsichtlich der Lehre und Kultpraxis große Unterschiede entwickelt haben. Die Unterschiede zum Christentum sind zum Teil enorm: So wird mancherorts die Jungfrau Maria als gleichrangige Gottheit neben Jesus Christus verehrt.